# Cordillera Central (Taiwán)
La cordillera Central es la principal cadena montañosa de la isla de Taiwán. Se extiende desde el norte de la isla hasta el sur. Debido a esta separación, la conexión entre el oeste y el este no es muy fácil. El pico más alto de la cordillera es la montaña Xiuguluan, de 3.860 m.

## Nombres
El nombre "cordillera Central"  es un calco del nombre chino de la cordillera, la Zhōngyāng Shānmài o Shānmò. A veces también se llama simplemente Zhongyang o cordillera Chungyang.
Durante la dinastía Qing, la cordillera se conocía como Ta-shan, de la romanización Wade-Giles del nombre chino Dàshān, que significa "Grandes Montañas". 

## Geografía
En un sentido amplio, la Cordillera Central incluye sus cordilleras conjuntas, como la cordillera Xueshan y la cordillera Yushan; así, el pico más alto de la cordillera Central en este sentido es Yushan (Montaña de Jade/Monte Morrison), de 3.952 m, y el segundo pico más alto es el Xueshan (Montaña de la Nieve), de 3.886 m.

## Ecología
La Cordillera Central se encuentra dentro de la ecorregión de bosques subtropicales de hoja perenne de Taiwán, y la composición del bosque varía con la elevación. Las llanuras costeras y las elevaciones más bajas están cubiertas por bosques perennes de laurisilva- Castanopsis dominados por Cryptocarya chinensis y Castanopsis hystrix con rodales dispersos del pino subtropical Pinus massoniana . A medida que aumenta la elevación, los árboles de hoja ancha de hoja perenne son reemplazados gradualmente por árboles de hoja ancha de hoja caduca y coníferas . En elevaciones más altas, Cyclobalanopsis glauca reemplaza al laurel y a Castanopsis como árbol dominante. 
Por encima de 3000 m (9840 pies), los árboles de hoja ancha caducifolios como el aliso de Formosa (Alnus formosana) y el arce (Acer spp.) se mezclan con la cicuta de Taiwán (Tsuga chinensis). En las elevaciones más altas, los bosques subalpinos están dominados por coníferas, incluida la cicuta de Taiwán, el abeto de Taiwán ( Picea morrisonicola ) y el abeto de Taiwán ( Abies kawakamii ). 

### Citas
1. ↑  «Formosa». Encyclopædia Britannica, Ninth Edition. Volume IX. Consultado el 28 de octubre de 2021.